# HD 5343
HD 5343，又名BD+57 172，SAO 21846、HR 260，是一颗恒星，视星等为6.21，位于銀經123.57，銀緯-4.87，其B1900.0坐标为赤經0h 50m 16.3s，赤緯+57° -4.87′ 19″。